# Zuleyma Tang-Martínez
Zuleyma Tang-Martínez   (Veneçuela, 9 de març de 1945) és una professora emèrita de biologia a la Universitat de Missouri-St. Louis. Al principi de la seva carrera (fins a principis de la dècada del 1990) va publicar amb el seu nom de casada, Zuleyma Tang Halpin.

## Joventut i educació
Tang-Martínez va néixer a Veneçuela. Ella i la seva família vivien en campaments segregats ètnicament que eren explotats per una companyia petroliera estatunidenca. El seu pare era el comptable de la companyia, fet que va permetre que Tang-Martínez fos una dels pocs veneçolans que podien assistir a l'escola dels campaments estatunidencs. Va obtenir la seva llicenciatura a la Universitat de San Luis, i es va graduar el 1967. Es va traslladar a la Universitat de Califòrnia, Berkeley per als estudis de postgrau, va obtenir un màster el 1970 i es va doctorar el 1974.
Tang-Martínez va ser una investigadora postdoctoral a la Universitat de la Colúmbia Britànica. Per a la seva dissertació va desenvolupar la tècnica de discriminació habitual per estudiar la discriminació individual per olors del Jerbu petit de Mongòlia (Meriones unguiculatus).

## Carrera
Tang-Martínez va ser nomenada professora ajudant a la Universitat de Missouri-St. Louis el 1976. Va exercir al Comitè de la cura d'animals de l'Animal Behavior Society (Societat del Comportament Animal) entre 1977 i 1985. Va estudiar el comportament social dels animals i la dispersió. L'estructura social repercuteix en la genètica de les poblacions i en les taxes d'evolució. El 1987 va escriure Mammalian Dispersal Patterns: The Effects of Social Structure on Population Genetics (Patrons de dispersió de mamífers: Els efectes de l'estructura social en la genètica de la població), amb Diane Chepko-Sade. Ella ha desafiat la teoria d'Angus John Bateman i Robert Trivers segons la qual les mosques de la fruita mascles es comporten de manera més promíscua a causa de la seva capacitat per produir milions de petits espermatozoides. Ha argumentat com és d'incorrecte el principi de Bateman tractant els estereotips del comportament sexual masculí i femení. La seva investigació es va discutir al llibre d'Angela Saini Inferior: How Science Got Women Wrong and the New Research That’s Rewriting the Story (2017) (Inferior: Com la ciència és dolenta amb les dones i la nova investigació que reescriu la història). Va descriure la relació entre sociobiologia i feminisme com a «complexa i multidimensional». Ha estudiat els sistemes socials de rosegadors i dels ossos rentadors, trobant una variació geogràfica important de les característiques en espècies.
Va ser professora associada el 1982 i professora titular el 1994. Va ser directora d'Estudis sobre la Dona entre 1989 i 1990. Es preocupa pels estudiants, ja que l'educació superior es fa més corporativa. El 1993 es va convertir en la presidenta de l'Animal Behavior Society. Va crear el fons de diversitat ètnica, que dona suport a científics de grups menys representats per assistir a conferències acadèmiques. Va ser presidenta del Comitè d'Afers Llatinoamericans de la Societat de Comportament Animal. Es manté a la Societat de Comportament Animal com a historiadora. Va utilitzar la discriminació habitual per estudiar la capacitat dels Microtus ochrogaster per detectar olors diferents.
Es va retirar el setembre de 2011 i va crear Founders Professor of Biology. El 2014 va publicar Animal behavior : how and why animals do the things they do ' (Comportament dels animals: com i per què fan els animals les coses que fan). Ella segueix formant part de la proposta de la National Science Foundation per desenvolupar la propera generació de científics de comportament animal.

### Premis i honors
- 1995 Scientists of Color, University of California at Berkeley O'Neil Ray Collins Distinguished Minority Scientist.[2]
- 1995 St. Louis Educational Equity Coalition Educational Equity Award for Higher Education.[2]
- 2006 Animal Behavior Society Exceptional Service Career Award.[17]
- 2009 Animal Behavior Society Quest Award.[18]

## Vida personal
Tang-Martínez es va casar amb la seva parella Arlene Zarembka al Canadà el 2005. El 2014 va fer una campanya per a la igualtat matrimonial com a demandant en una demanda per exigir que l'estat de Missouri reconegués el seu matrimoni canadenc.
És defensora dels hispans i de les dones científiques.